# Justificare

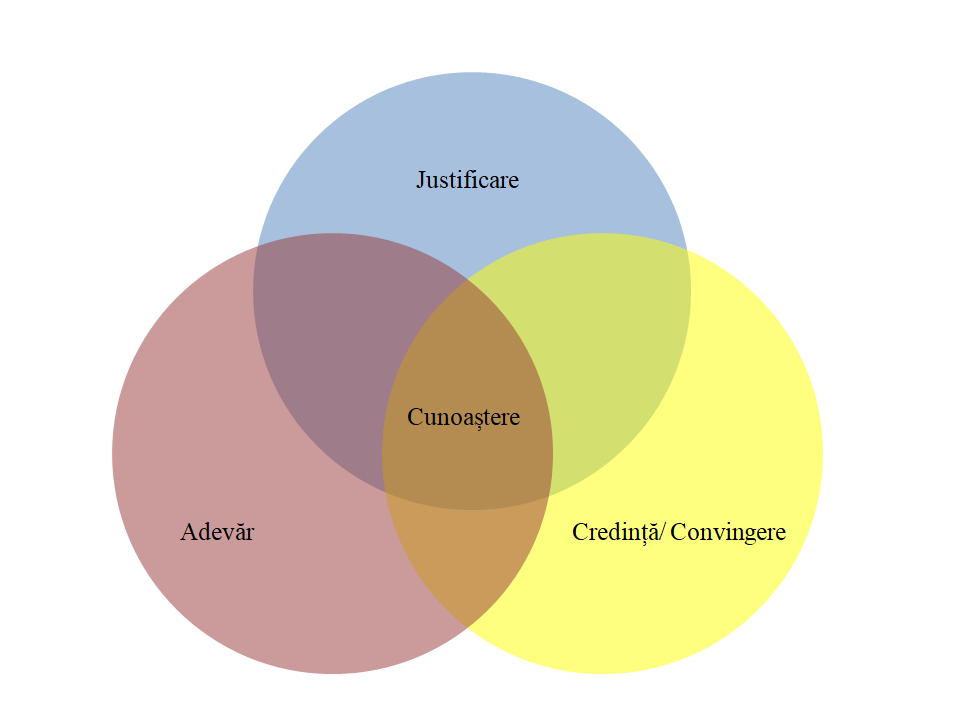
Cunoașterea și componentele sale conform teoriei tradiționale JTB

Justificarea (denumită și justificare epistemică) este un concept central în epistemologie, ramura filosofiei care studiază cunoașterea. În mod tradițional, justificarea se referă la argumentele sau dovezile care susțin credințele noastre și le fac rezonabile. Justificarea este considerată una dintre condițiile esențiale pentru a transforma o credință adevărată într-o cunoaștere validă. Conform teoriei tradiționale a cunoașterii, Justified True Belief (JTB), o credință este cunoaștere doar dacă este adevărată și justificată.
De-a lungul timpului au fost propuse diverse teorii pentru a explica ce anume constituie justificarea, iar acest concept a devenit esențial în dezbaterile despre validitatea cunoașterii. Principalele teorii sunt fundaționalismul, coerentismul, fiabilismul și epistemologia virtuții. Problema justificării a fost adânc influențată de problema Gettier, care a pus sub semnul întrebării dacă justificarea tradițională este suficientă pentru a garanta cunoaștere.

## Teoria Credinței Adevărate Justificate (JTB)
Teoria tradițională a cunoașterii, cunoscută drept Justified True Belief (JTB), afirmă că o persoană cunoaște un fapt doar dacă sunt îndeplinite trei condiții:
1. Credință: Persoana trebuie să creadă propoziția în cauză.
2. Adevăr: Propoziția respectivă trebuie să fie adevărată.
3. Justificare: Persoana trebuie să fie justificată în a crede că propoziția este adevărată.

Conform acestei teorii, o credință nu poate fi considerată cunoaștere dacă nu este susținută de justificare, chiar dacă este adevărată. Justificarea este, așadar, procesul care conferă raționalitate credinței unei persoane, bazându-se pe dovezi sau motive ce fac acea credință rezonabilă.

## Problema Gettier
În 1963, Edmund Gettier a prezentat o serie de contraexemple care au arătat că teoria tradițională a credinței adevărate justificate (JTB) nu este suficientă pentru a defini cunoașterea. Gettier a demonstrat că există situații în care o persoană poate avea o credință adevărată și justificată, dar în care credința este adevărată din întâmplare, și nu datorită justificării sale.
Un exemplu clasic pe problema Gettier este cazul în care cineva deduce o concluzie adevărată pe baza unei premise false. Deși concluzia este adevărată și justificată pe baza deducției, nu putem spune că aceasta reprezintă cunoaștere autentică, deoarece justificarea se bazează pe un element fals sau accidental. 

## Teorii ale justificării
Diferite școli epistemologice au propus explicații diferite despre ce anume constituie justificarea unei credințe. Printre acestea, cele mai importante sunt: 
1. Fundaționalismul

Fundaționalismul este teoria care susține că anumite credințe sunt fundamentale și nu necesită justificare din alte credințe. Acestea sunt numite credințe fundamentale sau credințe autojustificate. Credințele fundamentale stau la baza altor credințe care sunt derivate din ele. De exemplu, percepțiile directe (precum a vedea o pasăre) sunt considerate credințe fundamentale, iar altele se bazează pe acestea pentru a fi justificate.
2. Coerentismul
Coerentismul susține că o credință este justificată dacă face parte dintr-un sistem coerent de credințe. Potrivit acestei teorii, o credință nu este justificată în mod izolat, ci doar în măsura în care este în armonie cu alte credințe deținute de o persoană. Un sistem de credințe este justificat în ansamblu dacă toate credințele se susțin reciproc și nu există contradicții interne.
3. Fiabilismul
Fiabilismul este o teorie externistă a justificării care afirmă că o credință este justificată dacă este produsă de un mecanism fiabil, adică un proces care, în mod obișnuit, produce credințe adevărate. De exemplu, percepția vizuală în condiții normale este considerată un mecanism fiabil. Fiabilismul nu necesită ca individul să fie conștient de procesele fiabile care îi generează credințele; este suficient ca procesul să funcționeze în mod corespunzător.

## Tipuri de justificare
La sfârșitul secolului al XX-lea, discuțiile epistemologice au divizat provenința justificării credinței în două mari teorii:
1. Justificarea internă

Justificarea internă este o teorie conform căreia o credință este justificată dacă subiectul are acces conștient la rațiunile interne care îi susțin acea credință. Interniștii susțin că o persoană trebuie să fie capabilă să reflecteze asupra credințelor sale și asupra rațiunilor care le justifică.
2. Justificarea externă 
Justificarea externă este teoria conform căreia o credință poate fi justificată chiar dacă subiectul nu este conștient de motivele care stau la baza ei. Această justificare este dependentă de procese externe, precum fiabilitatea mecanismelor cognitive care au produs credința. Un exemplu clasic de justificare externă este fiabilismul, unde o credință poate fi justificată dacă a fost produsă de un proces cognitiv fiabil (precum percepția senzorială, memoria, raționamentul deductiv și raționamentul inductiv), chiar dacă subiectul nu are acces direct la acest proces.